# Olympische Winterspiele 2022/Teilnehmer (Belarus)
| Gelbes Symbol für Goldmedaillen mit stilisierten Olympischen Ringen | Graues Symbol für Silbermedaillen mit stilisierten Olympischen Ringen | Braundes Symbol für Bronzemedaillen mit stilisierten Olympischen Ringen |
| ------------------------------------------------------------------- | --------------------------------------------------------------------- | ----------------------------------------------------------------------- |
| —                                                                   | 2                                                                     | —                                                                       |

Belarus nahm an den Olympischen Winterspielen 2022 in Peking mit 28 Athleten, davon 12 Männer und 16 Frauen, in sechs Sportarten teil. Es war die neunte Teilnahme des Landes an Olympischen Winterspielen.

## Medaillen

### Medaillenspiegel
| Rang   | Sportart         | Gold | Silber | Bronze | Gesamt |
| ------ | ---------------- | ---- | ------ | ------ | ------ |
| 1      | Biathlon         | —    | 1      | —      | 1      |
| 1      | Freestyle-Skiing | —    | 1      | —      | 1      |
| Gesamt | Gesamt           | 0    | 2      | 0      | 2      |

### Medaillengewinner
| Name/n        | Sportart         | Wettkampf |
| ------------- | ---------------- | --------- |
| Silber        |                  |           |
| Anton Smolski | Biathlon         | Einzel    |
| Hanna Huskowa | Freestyle-Skiing | Aerials   |

## Teilnehmer nach Sportarten

### Biathlon
| Athleten                                                               | Wettbewerb          | Zeit         | Fehler          | Rang         |
| ---------------------------------------------------------------------- | ------------------- | ------------ | --------------- | ------------ |
| Frauen                                                                 |                     |              |                 |              |
| Dsinara Alimbekawa                                                     | 7,5 km Sprint       | 22:12,8 min  | 1 (0+1)         | 15           |
| Dsinara Alimbekawa                                                     | 10 km Verfolgung    | 38:13,7 min  | 3 (0+0+3+0)     | 19           |
| Dsinara Alimbekawa                                                     | 12,5 km Massenstart | 42:19,2 min  | 6 (1+1+2+2)     | 12           |
| Dsinara Alimbekawa                                                     | 15 km Einzel        | 44:44,4 min  | 1 (0+0+0+1)     | 5            |
| Jelena Krutschinkina                                                   | 7,5 km Sprint       | 24:10,1 min  | 4 (1+3)         | 70           |
| Jelena Krutschinkina                                                   | 15 km Einzel        | 49:56,8 min  | 4 (0+3+0+1)     | 48           |
| Iryna Leschtschanka                                                    | 7,5 km Sprint       | 23:32,5 min  | 3 (2+1)         | 60           |
| Iryna Leschtschanka                                                    | 10 km Verfolgung    | 38:16,9 min  | 2 (0+0+0+2)     | 20           |
| Iryna Leschtschanka                                                    | 15 km Einzel        | 49:10,3 min  | 4 (1+1+1+1)     | 41           |
| Hanna Sola                                                             | 7,5 km Sprint       | 22:36,4 min  | 4 (1+3)         | 26           |
| Hanna Sola                                                             | 10 km Verfolgung    | 36:45,8 min  | 3 (1+1+1+0)     | 4            |
| Hanna Sola                                                             | 12,5 km Massenstart | 41:57,2 min  | 8 (2+2+1+3)     | 10           |
| Hanna Sola                                                             | 15 km Einzel        | 50:35,9 min  | 7 (3+2+1+1)     | 54           |
| Alina Piltschuk                                                        | ohne Einsatz        | ohne Einsatz | ohne Einsatz    | ohne Einsatz |
| Iryna Leschtschanka Dsinara Alimbekawa Jelena Krutschinkina Hanna Sola | 4 × 6-km-Staffel    | 1:16:34,4 h  | 5+16 (0+5 5+11) | 13           |
| Männer                                                                 |                     |              |                 |              |
| Raman Jaljotnau                                                        | ohne Einsatz        | ohne Einsatz | ohne Einsatz    | ohne Einsatz |
| Mikita Labastau                                                        | 10 km Sprint        | 26:47,0 min  | 4 (2+2)         | 57           |
| Mikita Labastau                                                        | 12,5 km Verfolgung  | 45:42,0 min  | 6 (3+0+1+2)     | 45           |
| Mikita Labastau                                                        | 20 km Einzel        | 54:29,7 min  | 4 (1+2+0+1)     | 47           |
| Dsmitryj Lasouski                                                      | 10 km Sprint        | 27:22,9 min  | 3 (0+3)         | 78           |
| Dsmitryj Lasouski                                                      | 20 km Einzel        | 55:26,4 min  | 4 (3+0+1+0)     | 58           |
| Anton Smolski                                                          | 10 km Sprint        | 25:12,9 min  | 1 (0+1)         | 10           |
| Anton Smolski                                                          | 12,5 km Verfolgung  | 42:48,2 min  | 6 (1+1+3+1)     | 14           |
| Anton Smolski                                                          | 15 km Massenstart   | 41:22,3 min  | 4 (1+1+0+2)     | 17           |
| Anton Smolski                                                          | 20 km Einzel        | 49:02,2 min  | 0 (0+0+0+0)     | Silber       |
| Maksim Warabej                                                         | 10 km Sprint        | 27:10,4 min  | 4 (3+1)         | 71           |
| Maksim Warabej                                                         | 20 km Einzel        | 58:59,5 min  | 8 (1+3+2+2)     | 86           |
| Mikita Labastau Dsmitryj Lasouski Maksim Warabej Anton Smolski         | 4 × 7,5-km-Staffel  | 1:21:49,2 h  | 2+11 (0+5 2+6)  | 8            |
| Mixed                                                                  |                     |              |                 |              |
| Dsinara Alimbekawa Hanna Sola Mikita Labastau Anton Smolski            | 4 × 6-km-Staffel    | 1:08:00,2 h  | 2+14 (0+6 2+8)  | 6            |

### Eiskunstlauf
| Athleten            | Wettbewerbe | Kurzprogramm | Kurzprogramm | Kür    | Kür  | Gesamt | Gesamt |
| Athleten            | Wettbewerbe | Punkte       | Rang         | Punkte | Rang | Punkte | Rang   |
| ------------------- | ----------- | ------------ | ------------ | ------ | ---- | ------ | ------ |
| Frauen              |             |              |              |        |      |        |        |
| Wiktoryja Safonawa  | Einzel      | 61,46        | 17           | 123,37 | 13   | 184,83 | 13     |
| Männer              |             |              |              |        |      |        |        |
| Kanstanzin Miljukau | Einzel      | 78,49        | 21           | 143,73 | 20   | 222,22 | 20     |

### Eisschnelllauf
| Athleten          | Wettbewerb | Zeit        | Rang |
| ----------------- | ---------- | ----------- | ---- |
| Frauen            |            |             |      |
| Hanna Nifantawa   | 500 m      | 38,30 s     | 19   |
| Hanna Nifantawa   | 1000 m     | WD          | WD   |
| Kazjaryna Slojewa | 1000 m     | 1:16,83 min | 21   |
| Kazjaryna Slojewa | 1500 m     | 1:58,41 min | 16   |
| Maryna Sujewa     | 1500 m     | 1:59,82 min | 23   |
| Maryna Sujewa     | 3000 m     | 4:08,70 min | 16   |
| Maryna Sujewa     | 5000 m     | 7:02,91 min | 9    |
| Männer            |            |             |      |
| Ihnat Halawazjuk  | 500 m      | 37,05 s     | 30   |
| Ihnat Halawazjuk  | 1000 m     | 1:08,64 min | 6    |

| Athleten            | Wettbewerbe | Halbfinale | Halbfinale | Finale        | Finale        | Rang |
| Athleten            | Wettbewerbe | Punkte     | Rang       | Punkte        | Rang          | Rang |
| ------------------- | ----------- | ---------- | ---------- | ------------- | ------------- | ---- |
| Frauen              |             |            |            |               |               |      |
| Maryna Sujewa       | Massenstart | 2          | 8          | 4             | 7             | 7    |
| Jauhenija Warabjowa | Massenstart | 2          | 9          | ausgeschieden | ausgeschieden | 18   |
| Männer              |             |            |            |               |               |      |
| Ihnat Halawazjuk    | Massenstart | 0          | 13         | ausgeschieden | ausgeschieden | 24   |

| Athleten                                            | Wettbewerbe    | Viertelfinale | Viertelfinale | Halbfinale    | Halbfinale    | D-Finale | D-Finale    | Rang |
| Athleten                                            | Wettbewerbe    | Gegner        | Zeit          | Gegner        | Zeit          | Gegner   | Zeit        | Rang |
| --------------------------------------------------- | -------------- | ------------- | ------------- | ------------- | ------------- | -------- | ----------- | ---- |
| Frauen                                              |                |               |               |               |               |          |             |      |
| Kazjaryna Slojewa Maryna Sujewa Jauhenija Warabjowa | Teamverfolgung | —             | 3:02,00 min   | ausgeschieden | ausgeschieden | Polen    | 3:01,19 min | 7    |

### Freestyle-Skiing
| Athleten                                           | Wettbewerbe | Qualifikation | Qualifikation | Finale        | Finale        | Rang   |
| Athleten                                           | Wettbewerbe | Punkte        | Rang          | Punkte        | Rang          | Rang   |
| -------------------------------------------------- | ----------- | ------------- | ------------- | ------------- | ------------- | ------ |
| Frauen                                             |             |               |               |               |               |        |
| Anastassija Andryjanawa                            | Aerials     | 81,58         | 6             | 70,11         | 12            | 12     |
| Hanna Dsjaruha                                     | Aerials     | 58.59         | 18            | ausgeschieden | ausgeschieden | 24     |
| Hanna Huskowa                                      | Aerials     | 92,00         | 6             | 107,95        | 2             | Silber |
| Männer                                             |             |               |               |               |               |        |
| Pawel Dsik                                         | Aerials     | 106,20        | 16            | ausgeschieden | ausgeschieden | 22     |
| Stanislau Hladtschanka                             | Aerials     | 115,49        | 6             | 116,29        | 11            | 11     |
| Maksim Huszik                                      | Aerials     | 109,74        | 14            | ausgeschieden | ausgeschieden | 20     |
| Mixed                                              |             |               |               |               |               |        |
| Athleten                                           | Wettbewerb  | Finale 1      | Finale 1      | Finale 2      | Finale 2      | Rang   |
| Athleten                                           | Wettbewerb  | Punkte        | Rang          | Punkte        | Rang          | Rang   |
| Hanna Huskowa Maksim Huszik Stanislau Hladtschanka | Aerials     | 273,67        | 6             | ausgeschieden | ausgeschieden | 6      |

### Ski Alpin
| Athlet           | Wettbewerb | Lauf 1  | Lauf 1 | Lauf 2  | Lauf 2 | Gesamt      | Gesamt |
| Athlet           | Wettbewerb | Zeit    | Rang   | Zeit    | Rang   | Zeit        | Rang   |
| ---------------- | ---------- | ------- | ------ | ------- | ------ | ----------- | ------ |
| Frauen           |            |         |        |         |        |             |        |
| Maryja Schkanawa | Slalom     | 54,79 s | 25     | 53,10 s | 11     | 1:47,89 min | 20     |

### Skilanglauf
| Athleten           | Wettbewerb        | Zeit        | Rang |
| ------------------ | ----------------- | ----------- | ---- |
| Frauen             |                   |             |      |
| Hanna Karaljowa    | 30 km Freier Stil | DNS         | DNS  |
| Männer             |                   |             |      |
| Jahor Schpuntau    | 15 km Klassisch   | 44:05,2 min | 68   |
| Aljaksandr Woranau | 15 km Klassisch   | DNS         | DNS  |

| Athleten                           | Wettbewerbe | Qualifikation | Qualifikation | Viertelfinale | Viertelfinale | Halbfinale    | Halbfinale    | Finale        | Finale        | Rang |
| Athleten                           | Wettbewerbe | Zeit          | Rang          | Zeit          | Rang          | Zeit          | Rang          | Zeit          | Rang          | Rang |
| ---------------------------------- | ----------- | ------------- | ------------- | ------------- | ------------- | ------------- | ------------- | ------------- | ------------- | ---- |
| Frauen                             |             |               |               |               |               |               |               |               |               |      |
| Nastassja Kirylawa Hanna Karaljowa | Team-Sprint | —             | —             | —             | —             | DNS           | DNS           | DNS           | DNS           | DNS  |
| Männer                             |             |               |               |               |               |               |               |               |               |      |
| Jahor Schpuntau                    | Sprint      | 3:02,17 min   | 53            | ausgeschieden | ausgeschieden | ausgeschieden | ausgeschieden | ausgeschieden | ausgeschieden | 53   |
| Aljaksandr Woranau                 | Sprint      | DNS           | DNS           | DNS           | DNS           | DNS           | DNS           | DNS           | DNS           | DNS  |
| Aljaksandr Woranau Jahor Schpuntau | Team-Sprint | —             | —             | —             | —             | 20:34,07 min  | 6             | ausgeschieden | ausgeschieden | 12   |